# Mrs. Greenbird/Diskografie
Diese Diskografie ist eine Übersicht über die musikalischen Werke des deutschen Folkduos Mrs. Greenbird. Seine erfolgreichste Veröffentlichung ist das Debütalbum Mrs. Greenbird mit über 100.000 verkauften Einheiten.

## Alben

### Studioalben
| Jahr | Titel Musiklabel                       | Höchstplatzierung, Gesamtwochen, AuszeichnungChartplatzierungen (Jahr, Titel, Musiklabel, Platzierungen, Wochen, Auszeichnungen, Anmerkungen) | Höchstplatzierung, Gesamtwochen, AuszeichnungChartplatzierungen (Jahr, Titel, Musiklabel, Platzierungen, Wochen, Auszeichnungen, Anmerkungen) | Höchstplatzierung, Gesamtwochen, AuszeichnungChartplatzierungen (Jahr, Titel, Musiklabel, Platzierungen, Wochen, Auszeichnungen, Anmerkungen) | Anmerkungen                                                 |
| Jahr | Titel Musiklabel                       | DE | AT | CH | Anmerkungen                                                 |
| ---- | -------------------------------------- | --- | --- | --- | ----------------------------------------------------------- |
| 2012 | Mrs. Greenbird Columbia Records (Sony) | DE1 Gold · (23 Wo.)DE | AT2 (13 Wo.)AT | CH9 (8 Wo.)CH | Erstveröffentlichung: 21. Dezember 2012 Verkäufe: + 100.000 |
| 2014 | Postcards Columbia Records (Sony)      | DE47 (1 Wo.)DE | — | — | Erstveröffentlichung: 7. November 2014                      |
| 2019 | Dark Waters Greenbird Records (Edel)   | DE85 (1 Wo.)DE | — | — | Erstveröffentlichung: 12. April 2019                        |

### Livealben
| Jahr | Titel Musiklabel             | Anmerkungen                                                                           |
| ---- | ---------------------------- | ------------------------------------------------------------------------------------- |
| 2013 | Live Columbia Records (Sony) | Erstveröffentlichung: 14. Juni 2013 Verkäufe werden in DE Mrs. Greenbird hinzuaddiert |

### Kompilationen
| Jahr | Titel Musiklabel                              | Anmerkungen                         |
| ---- | --------------------------------------------- | ----------------------------------- |
| 2022 | Love You to the Bone Greenbird Records (Edel) | Erstveröffentlichung: 8. April 2022 |

## Singles
| Jahr | Titel Album                                                    | Höchstplatzierung, Gesamtwochen, AuszeichnungChartplatzierungen (Jahr, Titel, Album, Platzierungen, Wochen, Auszeichnungen, Anmerkungen) | Höchstplatzierung, Gesamtwochen, AuszeichnungChartplatzierungen (Jahr, Titel, Album, Platzierungen, Wochen, Auszeichnungen, Anmerkungen) | Höchstplatzierung, Gesamtwochen, AuszeichnungChartplatzierungen (Jahr, Titel, Album, Platzierungen, Wochen, Auszeichnungen, Anmerkungen) | Anmerkungen                                                  |
| Jahr | Titel Album                                                    | DE | AT | CH | Anmerkungen                                                  |
| ---- | -------------------------------------------------------------- | --- | --- | --- | ------------------------------------------------------------ |
| 2012 | Shooting Stars & Fairy Tales Mrs. Greenbird                    | DE14 (16 Wo.)DE | AT15 (7 Wo.)AT | CH16 (3 Wo.)CH | Erstveröffentlichung: 23. November 2012                      |
| 2013 | One Little Heart Mrs. Greenbird                                | — | — | — | Erstveröffentlichung: 12. April 2013                         |
| 2014 | Everyone’s the Same Postcards                                  | — | — | — | Erstveröffentlichung: 24. Oktober 2014                       |
| 2014 | Shine Shine Shine Postcards                                    | — | — | — | Erstveröffentlichung: 7. November 2014                       |
| 2018 | Suzanne –                                                      | — | — | — | Erstveröffentlichung: 18. Mai 2018 Original: Leonard Cohen   |
| 2018 | One Day in June Dark Waters                                    | — | — | — | Erstveröffentlichung: 1. Juni 2018                           |
| 2019 | Dark Waters                                                    | — | — | — | Erstveröffentlichung: 22. Februar 2019                       |
| 2019 | Morals Dark Waters                                             | — | — | — | Erstveröffentlichung: 29. März 2019                          |
| 2020 | Learn How to Love You Dark Waters                              | — | — | — | Erstveröffentlichung: 14. Februar 2020 feat. Renn            |
| 2020 | Love You to the Bone                                           | — | — | — | Erstveröffentlichung: 8. Mai 2020                            |
| 2020 | Creep Mrs. Greenbird • Love You to the Bone                    | — | — | — | Erstveröffentlichung: 18. September 2020 Original: Radiohead |
| 2021 | Love Makes You Free Mrs. Greenbird • Love You to the Bone      | — | — | — | Erstveröffentlichung: 10. September 2021                     |
| 2021 | One Little Heart Mrs. Greenbird • Love You to the Bone         | — | — | — | Erstveröffentlichung: 8. Oktober 2021                        |
| 2022 | It Will Never Rain Roses Mrs. Greenbird • Love You to the Bone | DE92 a (1 Wo.)DE | AT58 a (2 Wo.)AT | — | Erstveröffentlichung: 14. Januar 2022                        |
| 2022 | Let Me Borrow Your Shoes Love You to the Bone                  | — | — | — | Erstveröffentlichung: 11. Februar 2022                       |
| 2022 | After All Mrs. Greenbird • Love You to the Bone                | — | — | — | Erstveröffentlichung: 11. März 2022                          |

## Musikvideos
| Jahr | Titel                        | Regisseur(e)      |
| ---- | ---------------------------- | ----------------- |
| 2012 | Shooting Stars & Fairy Tales | Nikolaj Georgiew  |
| 2013 | One Little Heart             |                   |
| 2014 | Oh My My My                  | Ladislaus Kiraly  |
| 2014 | Everyone’s the Same          | Joby Harris       |
| 2015 | Shine Shine Shine            |                   |
| 2018 | One Day in June              |                   |
| 2022 | Let Me Borrow Your Shoes     | Bono Burrito Film |

## Sonderveröffentlichungen

### Alben
| Jahr | Titel Musiklabel                             | Anmerkungen                                                         |
| ---- | -------------------------------------------- | ------------------------------------------------------------------- |
| 2013 | Green Carpet Session Columbia Records (Sony) | Erstveröffentlichung: 26. März 2013 Veröffentlichung nur bei iTunes |

### Lieder
| Jahr | Titel Album                                                  | Anmerkungen                                                                          |
| ---- | ------------------------------------------------------------ | ------------------------------------------------------------------------------------ |
| 2012 | Frozen X Factor Live Show 11.11.12                           | Erstveröffentlichung: 11. November 2012 Original: Madonna                            |
| 2012 | Falling Slowly X Factor Live Show 18.11.12                   | Erstveröffentlichung: 18. November 2012 Original: The Swell Season                   |
| 2013 | Zwei kleine Wölfe Giraffenaffen 2                            | Erstveröffentlichung: 18. Oktober 2013                                               |
| 2014 | Oh My My My Dein Song 2014                                   | Erstveröffentlichung: 4. April 2014 mit Hannah Stienen                               |
| 2014 | Leb wohl, Marianne Poem – Leonard Cohen in deutscher Sprache | Erstveröffentlichung: 19. September 2014 Original: Leonard Cohen – So Long, Marianne |

### Videoalben
| Jahr | Titel Musiklabel             | Anmerkungen                                                                   |
| ---- | ---------------------------- | ----------------------------------------------------------------------------- |
| 2013 | Live Columbia Records (Sony) | Erstveröffentlichung: 14. Juni 2013 Bonus-DVD; Teil von Live (Deluxe-Edition) |

## Promoveröffentlichungen
Promo-Singles

| Jahr | Titel Album                                                          | Höchstplatzierung, Gesamtwochen, AuszeichnungChartplatzierungen (Jahr, Titel, Album, Platzierungen, Wochen, Auszeichnungen, Anmerkungen) | Höchstplatzierung, Gesamtwochen, AuszeichnungChartplatzierungen (Jahr, Titel, Album, Platzierungen, Wochen, Auszeichnungen, Anmerkungen) | Höchstplatzierung, Gesamtwochen, AuszeichnungChartplatzierungen (Jahr, Titel, Album, Platzierungen, Wochen, Auszeichnungen, Anmerkungen) | Anmerkungen                                                        |
| Jahr | Titel Album                                                          | DE | AT | CH | Anmerkungen                                                        |
| ---- | -------------------------------------------------------------------- | --- | --- | --- | ------------------------------------------------------------------ |
| 2012 | Blitzkrieg Bop X Factor Live Show 4.11.12 (Sampler) • Mrs. Greenbird | DE63 (2 Wo.)DE | AT62 (1 Wo.)AT | — | Erstveröffentlichung: 4. November 2012 Original: Ramones           |
| 2012 | Frozen X Factor Live Show 11.11.12 (Sampler)                         | DE92 (1 Wo.)DE | — | — | Erstveröffentlichung: 11. November 2012 Original: Madonna          |
| 2012 | Falling Slowly X Factor Live Show 18.11.12 (Sampler)                 | DE97 (1 Wo.)DE | — | — | Erstveröffentlichung: 18. November 2012 Original: The Swell Season |

## Statistik

### Chartauswertung
|                     | DE    | AT    | CH    |
| ------------------- | ----- | ----- | ----- |
| Nummer-eins-Alben   | DE1DE | AT—AT | CH—CH |
| Top-10-Alben        | DE1DE | AT1AT | CH1CH |
| Alben in den Charts | DE3DE | AT1AT | CH1CH |

|                       | DE    | AT    | CH    |
| --------------------- | ----- | ----- | ----- |
| Nummer-eins-Singles   | DE—DE | AT—AT | CH—CH |
| Top-10-Singles        | DE—DE | AT—AT | CH—CH |
| Singles in den Charts | DE5DE | AT3AT | CH1CH |

### Auszeichnungen für Musikverkäufe
Anmerkung: Auszeichnungen in Ländern aus den Charttabellen bzw. Chartboxen sind in ebendiesen zu finden.
| Land/RegionAuszeichnungen für Musikverkäufe (Land/Region, Auszeichnungen, Verkäufe, Quellen) | Gold  | Platin | Verkäufe | Quellen           |
| -------------------------------------------------------------------------------------------- | ----- | ------ | -------- | ----------------- |
| Deutschland (BVMI)                                                                           | Gold1 | —      | 100.000  | musikindustrie.de |
| Insgesamt                                                                                    | Gold1 | —      |          |                   |